# Baix Ebre
Pour les articles homonymes, voir Baix (homonymie) et Ebre (homonymie).
Le Baix Ebre (Bajo Ebro en espagnol) est une comarque espagnole de la province de Tarragone, Catalogne (Espagne) dont le chef-lieu est Tortosa.
Elle est voisine des comarques de Montsià, la Ribera d'Ebre et la Terra Alta, lesquelles réunies forment la région des Terres de l'Ebre, qui est voisine des communautés aragonaise et valencienne. La comarque est limitée au nord par les communes de Vandellòs et l'Hospitalet de l'Infant, du Baix Camp.

## Carte
| Anoia Bages Segarra Solsonès Conca de · Barberà Moianès Osona Berguedà Basse · Cerdagne Alt · Urgell Pallars · Sobirà Val d'Aran Alta · Ribagorça Pallars · Jussà Noguera Urgell Pla · d'Urgell Segrià Garrigues Alt · Penedès Baix · Llobregat Barcelonès Vallès · Occidental Maresme Vallès · Oriental Ripollès Garrotxa Alt Empordà Pla de · l'Estany Gironès Selva Baix · Empordà Garraf Baix · Penedès Tarragonès Alt · Camp Baix · Camp Priorat Ribera · d'Ebre Terra · Alta Baix Ebre MontsiàFrance Pyrénées-Orientales Ariège Haute · Garonne Andorre Aragon Communauté valencienneMer Méditerranée |

## Communes
- L'Aldea
- Aldover
- Alfara de Carles
- L'Ametlla de Mar
- L'Ampolla
- Benifallet
- Camarles
- Deltebre
- Paüls
- El Perelló
- Roquetes
- Tivenys
- Tortosa
- Xerta

## Aire protégée
- Parc naturel des Ports